# Hi Fly

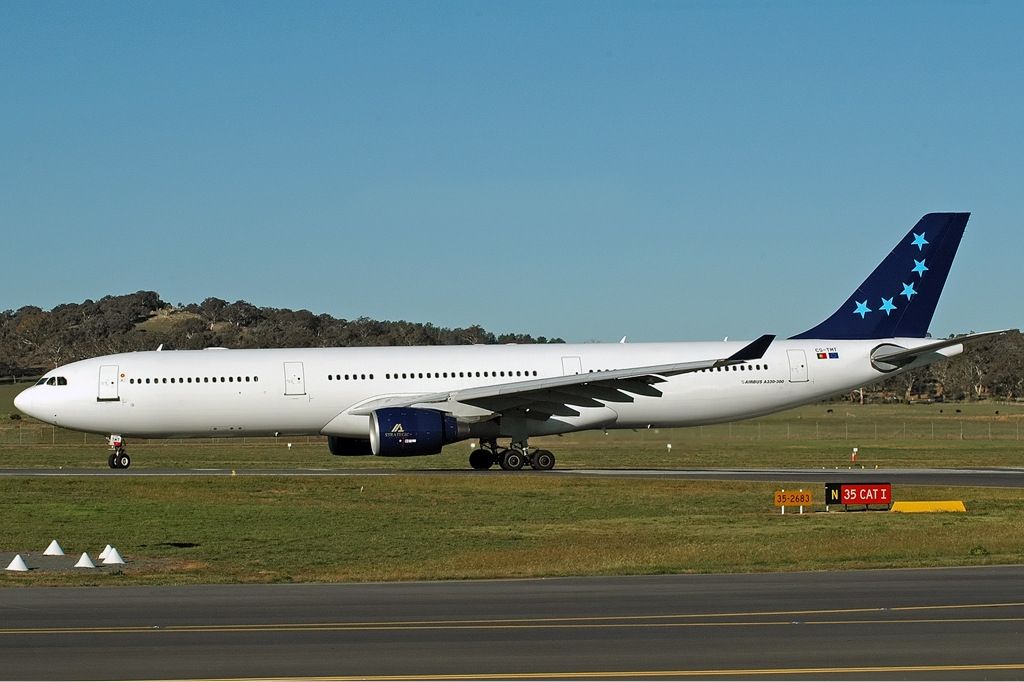
Airbus A330 na lotnisku Port lotniczy Canberra, Australia 2007

Hi Fly – jest portugalską linią lotniczą z biurem głównym w Lizbonie, Portugalia, która specjalizuje się w leasingowaniu swoich statków powietrznych na cały świat (umowy średnie i długoterminowe) dotyczących linii lotniczych, operatorów biur podróży, rządów, firm i osób prywatnych. Firma wykonuje loty pasażerskie oraz cargo. 
Z siedzibą w Lizbonie, linia lotnicza w swojej obecnej formie została założona w 2005 roku, a w 2006 zaczęła wykonywać operacje na Airbusach A310, A330, A340 po uzyskaniu certyfikacji EU-OPS (przepisy określające wymogi bezpieczeństwa i związane z nimi procedury dla pasażerów i ładunków) wydanej przez Agencję Unii Europejskiej ds. Bezpieczeństwa Lotniczego. W 2011 roku linie uzyskały Audyt Bezpieczeństwa Operacyjnego IATA (IOSA)

## Kierunki lotów
Hi Fly ma specjalne zezwolenia i certyfikaty na loty do Europy, USA, Kanady, Australii, Japonii, Brazylii, Meksyku, Arabii Saudyjskiej i Indii.

## Flota

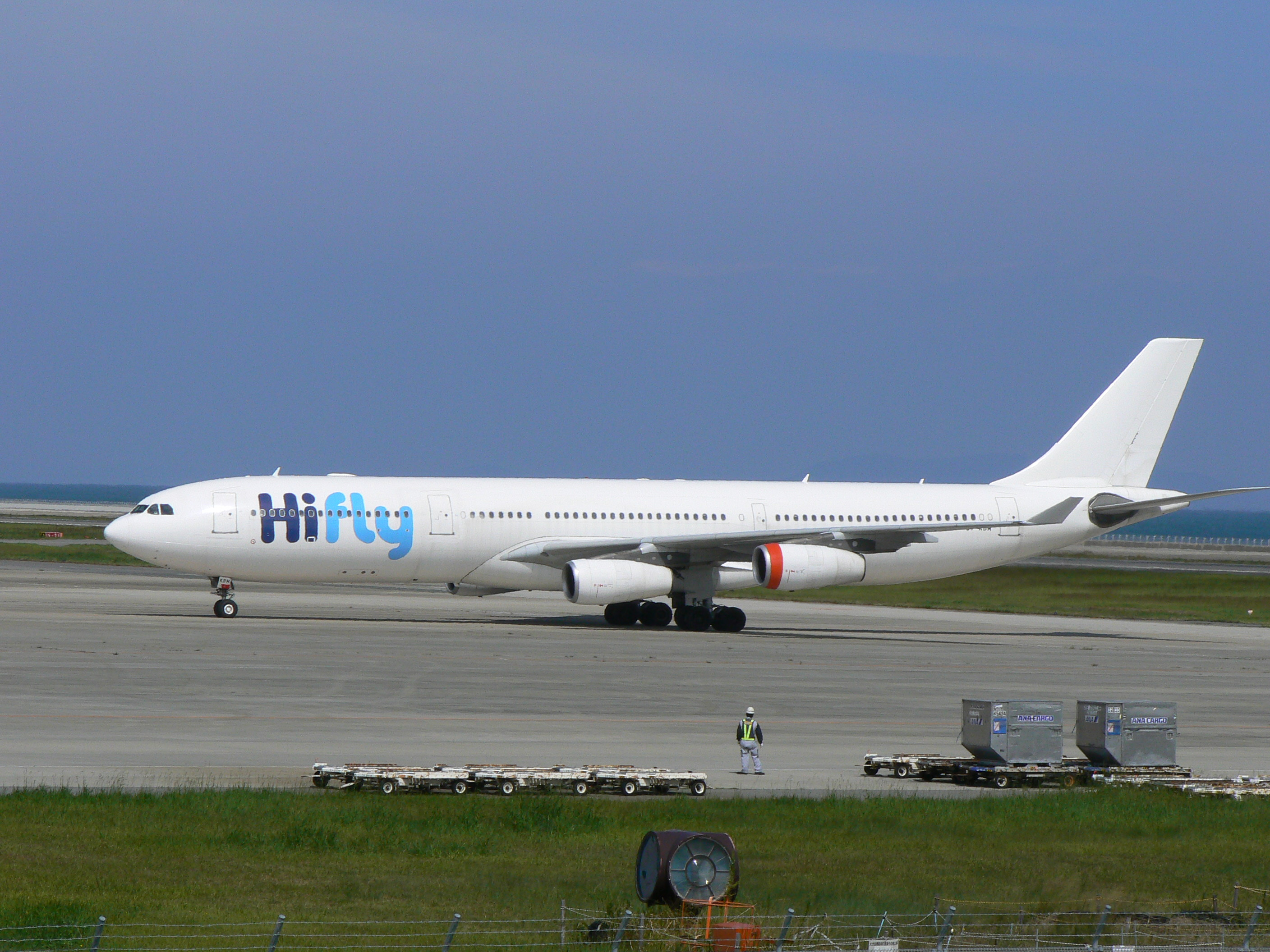
Airbus A340-300 Hi Fly w Port lotniczy Oita, Japonia, 2011.

## Flota[3]
Stan floty na 12 lipca 2018.